# Alone in the Dark (1982)
Alone in the Dark (Nederlands: Alleen in het Donker) is een Amerikaanse horrorfilm uit 1982.

## Verhaal
Vier psychopaten kunnen tijdens een stroompanne uit een psychiatrische instelling ontsnappen. Zij hebben het echter gemunt op hun psychiater.

## Rolverdeling
| Acteur           | Personage                 |
| ---------------- | ------------------------- |
| Jack Palance     | Frank Hawkes              |
| Donald Pleasence | Dr. Leo Bain              |
| Martin Landau    | Byron 'Preacher' Sutcliff |
| Dwight Schultz   | Dr. Dan Potter            |
| Erland van Lidth | Ronald 'Fatty' Elster     |
| Deborah Hedwall  | Nell Potter               |
| Lee Taylor-Allan | Toni Potter               |
| Phillip Clark    | Tom Smith                 |
| Elizabeth Ward   | Lyla Potter               |
| Brent Jennings   | Ray Curtis                |
| Frederick Coffin | Jim Gable                 |
| Phillip Clark    | Skaggs 'The Bleeder'      |